# 錢德勒 (印地安納州)
錢德勒（英語：Chandler）是一個位於美國印地安納州沃里克縣的城鎮。

## 人口
根據2010年美國人口普查的數據，錢德勒的面積為7.03平方千米，當中陸地面積為7.03平方千米，而水域面積為0.00平方千米。當地共有人口2887人，而人口密度為每平方千米411人。